# واين كولينز
واين كولينز (بالإنجليزية: Wayne Collins)‏ (4 مارس 1969 بمانشستر في المملكة المتحدة - ) هو لاعب كرة قدم بريطاني في مركز الوسط. لعب مع ستوكبورت كونتي وشيفيلد وينزداي ونادي فولهام ونادي كرو ألكساندرا وWinsford United F.C. ‏.

## وصلات خارجية
- واين كولينز على موقع قاعدة بيانات كرة القدم.إي يو (الإنجليزية)
- واين كولينز على موقع Soccerbase.com (لاعب) (الإنجليزية)
- واين كولينز على موقع عالم كرة القدم.نت (الإنجليزية)